# Opogona dimorpha
Opogona dimorpha är en fjärilsart som beskrevs av Davis 1994. Opogona dimorpha ingår i släktet Opogona och familjen äkta malar.
Artens utbredningsområde är Costa Rica. Inga underarter finns listade i Catalogue of Life.